# المتر فوق مستوى سطح البحر
المتر فوق مستوى سطح البحر هو قياس معياري متري لتحديد ارتفاع الأماكن بالإشارة إلى متوسط سطح البحر التأريخي، تحديد ما يشكل في الواقع متوسط مستوى سطح البحر على مر الزمن. ومع ذلك، يمكن تحديده من خلال معالم أخرى، مثل آثار تاريخ المناخ وتغير المناخ، وقد يكون مختلفًا في الماضي، وكذلك في المستقبل، عن ذلك الذي تم تبنيه بواسطة الارتفاعات التاريخية الحديثة الموثقة.

## الاستخدامات
المتر فوق مستوى سطح البحر هو وحدة قياس لتحديد علو أو ارتفاع:
- موقع جغرافي مثل مدينة، أو جبل، أو غيرها من المعالم
- ارتفاع قمة مبنى أو غيره من الهياكل
- أو ارتفاع طائرة أو غيرها من الأجسام الطائرة.

## كيف تُحَدَّد
يمكن تحديد/حساب الارتفاع أو العلو بوحدة قياس المتر فوق مستوى سطح البحر لأي مكان، أو جسم، أو نقطة، بعدة طرائق، بعضُ أكثر الطرائق شيوعاً هي:
- نظام تحديد المواقع العالمي (GPS) الذي يقيس موقعه بناءً على أقمار اصطناعية
- مقياس الارتفاع، الذي يقيس في العادة الضغط الجوي، الذي يقل كلما زاد الارتفاع.
- الخرائط الطبوغرافية أو خرائط نموذج الارتفاع الرقمي، التي يتم تحديد ارتفاعاتها بواسطة التصوير الجوي أو المسح.

ويعد القياس الدقيق لمتوسط مستوى سطح البحر أمرًا معقدًا. يمكن أن يظهر هبوط الكتل الأرضية (كما يحدث بشكل طبيعي في بعض الجزر) مستويات سطح البحر المرتفعة على مر الزمن. وعلى العكس، يمكن أن تشير معالم كتل اليابسة التي ارتفعت بسبب العمليات الجيولوجية إلى انخفاض متوسط مستوى سطح البحر.

## أنظمة قياس أخرى
يُعد الـقدم فوق مستوى سطح البحر النظير الأكثر شيوعًا للمتر فوق مستوى سطح البحر في نظام القياس الأمريكي.

## الاختصارات
يُختصر المتر فوق مستوى سطح البحر بصفةٍ شائعة إلى mamsl أو MAMSL، استنادًا إلى الاختصار AMSL لمصطلح فوق متوسط مستوى سطح البحر. ويُختصر المتر فوق مستوى سطح البحر في بعض الأحيان إلى m.a.s.l. أو MASL.
.